# ماركوس تي. بولك
ماركوس تي. بولك (بالإنجليزية: Marcus T. Paulk)‏ هو ممثل أمريكي، ولد في 12 أكتوبر 1986 بلوس أنجلوس في الولايات المتحدة.

## أعمال

### أفلام
- (2006) أرقص معي[1]
- (2012) الذيول الحمراء[2]

## وصلات خارجية
- ماركوس تي. بولك على موقع IMDb (الإنجليزية)
- ماركوس تي. بولك على موقع ألو سيني (الفرنسية)
- ماركوس تي. بولك على موقع ميوزك برينز (الإنجليزية)
- ماركوس تي. بولك على موقع أول موفي (الإنجليزية)
- ماركوس تي. بولك على موقع قاعدة بيانات الأفلام السويدية (السويدية)
- ماركوس تي. بولك على موقع إن إن دي بي (الإنجليزية)
- ماركوس تي. بولك على موقع قاعدة بيانات الفيلم (الإنجليزية)
- ماركوس تي. بولك على موقع كينوبويسك (الروسية)